# ハドロック・フィールド
ハドロック・フィールド（Hadlock Field）は、アメリカ合衆国メイン州ポートランドにある野球場。ボストン・レッドソックス傘下AA級ポートランド・シードッグスの本拠地である。

## 歴史
1994年4月18日に開場。1999年にはイースタンリーグの最優秀本拠地に選ばれている。
2003年、ボストン・レッドソックス傘下となったこの年は大改装を行い、左翼フェンスをレッドソックスの本拠地フェンウェイ・パークのグリーンモンスターを模した「マリーンモンスター」を登場させた。